# Denisa Proto
Denisa Proto (ur. 25 kwietnia 1991 w Korczy) – albańska piłkarka, w 2012 roku dołączyła do reprezentacji Albanii.